# Седемте милосърдни дела
„Седемте милосърдни дела“ (на италиански: Sette opere di Misericordia) или Мадоната на милосърдието (Madonna della Misericordia) е картина на италианския художник Микеланджело Меризи да Караваджо, рисувана между края на 1606 г. и началото на 1607 г. и доставена на клиентите на 9 януари същата година. Произведението се съхранява в Пио Монте дела Мизерикордия в Неапол, Италия, и изобразява седемте дела на милосърдието, поискани от Исус (Евангелие на Матей, 25), за да намери милост (т.е. прошка) за нашите грехове.

## История
Конгрегацията на Пио Монте включва сред своите членове и Луиджи Карафа-Колона, принадлежащ към семейството, което организира бягството на Караваджо от Рим. Именно за този институт е поръчана и изпълнена картината „Седемте милосърдни дела“.
Това произведение, чийто състав, в сравнение с римските картини на Караваджо, е по-драматичен и вълнуващ, тъй като вече няма централна опорна точка на действието, ще се окаже крайъгълен камък за живописта в Южна Италия и за италианската живопис като цяло.
Заповедта за плащане в полза на Караваджо е съхранена в Пио Монте дела Мизерикордия и от нея е видно, че художникът има право да получи 370 дуката от общо 400-те договорени.
Платното на Караваджо жъне такъв успех, че Конгрегацията на Пио Монте решава, картината никога да не се продава и винаги да се съхранява в църквата на Пио Монте. Копирането ѝ е разрешено само на няколко художници, сред които е и Батистело Карачоло.

## Описание
„Седемте милосърдни дела“ е композиция, която концентрира различни герои в цялостната визия. До такава степен се приближава до типичния за Неапол живот, че може да бъде объркана с обикновена жанрова сцена. В горната част на картината са видими Мадоната с Младенеца, които наблюдават сцената, развиваща се в долната част.
Седемте милосърдни дела са изобразени в платното на Караваджио, както следва:
- „Погребване на мъртвите“ представя пренасяне на труп, от който се виждат само краката, дякон с факла и носещият мъртвия.
- „Посещение при затворниците“ и „Хранене на гладните“ са концентрирани в един епизод, заимстван от легендата за Чимоне, осъден на гладна смърт в затвора, но хранен от дъщеря си Перо с мляко от собствените ѝ гърди. Затворникът е помилван, а на същото място е построен храм, посветен на богинята Пиетà.
- „Обличане на голите“, концентрирано във фигурата на млад рицар изобразяващ Свети Мартин от Тур, който дава наметалото си на гол мъж, както и фигурата на инвалида в долния ляв ъгъл е свързана със същия светец, емблема на „Лечение на болните“.
- „Даване вода на жадните“, представлява човек, който пие от магарешка челюст.
- „Приемане поклонниците“, обобщено е от две фигури, мъж който поради мидената черупка прикрепена към шапката е лесно разпознаваем като поклонник и стоящият срещу него, който с пръст сочи себе си.

Някои забележителни подробности, които трябва да се отбележат, са: капката мляко върху брадата на стареца в сюжета „Хранене на гладните“, натъртените крака на трупа, стърчащи от ъгъла в сюжета „Погребване на мъртвите“ и сянката, която небесните фигури хвърлят върху затвора, показвайки конкретно и земно присъствие.
- „Погребване на мъртвите“
- „Посещение при затворниците“ и „Хранене на гладните“
- „Обличане на голите“ и „Лечение на болните“
- „Даване вода на жадните“
- „Приемане поклонниците“

Натурализмът в стила на Караваджо, изборът на реални сюжети в картините му и високото ниво на символика са концентрирани в една сцена. Основният морален смисъл е връзката между милосърдните дела, които хората изпълняват като подход към Бог. Логична тема за олтар на църква, предназначена за конгрегация като неаполитанската „Пио Монте“, посветена на този вид помощна дейност.

## Виж също
- Пио Монте дела Мизерикордия
- Микеланджело да Караваджо